# ラジオ・クウェート
ラジオ・クウェート（Radio Kuwait）はクウェートの情報省が行っている海外向け放送（国際放送）である。

## 概要
- 数年前に開始したインターネットのストリーミング放送は、現在では情報省(Ministry of Information)によるスマートフォンアプリにて提供されている。

## 年表
- 1951年5月12日 放送開始
- 1968年 - クウェート市の35km西南の砂漠の中に短波送信所設置
- 1990年 - イラクに占領されていた時期には隣国のサウジアラビアに移して放送を行った。
- 1991年3月5日 - クウェート開放に伴い中波放送を再開。

## 言語
- 英語
- アラビア語
- ペルシャ語
- ウルドゥー語
- タガログ語

## 宛先
- P.O.Box 193,Safat,13002 Kuwait